# Peter Iredale
La Peter Iredale era una nave a quattro alberi d'acciaio naufragata il 25 ottobre 1906 sulla costa dell'Oregon. Fu abbandonata sulla spiaggia vicino alla base militare di Fort Stevens a Warrenton, circa 4 miglia a sud del fiume Columbia. Il relitto, tuttora visibile, la rende una famosa attrazione turistica.

## Nome
La nave fu battezzata in onore di Peter Iredale, armatore alla cui flotta apparteneva il vascello e personaggio conosciuto a Liverpool, in Inghilterra dove aveva il quartier generale dei suoi affari.
Il vascello fu costruito a Maryport nel giugno 1890, dalla R. Ritson & Co. Ltd. per conto di P. Iredale & Porter. Pesava 2.075 tonnellate, misurava 87 metri in lunghezza ed era il più grande vascello mai costruito dalla Ritson. Fu inizialmente comandata dal capitano G.A. Brown e successivamente dal capitano H. Lawrence.

## Il naufragio

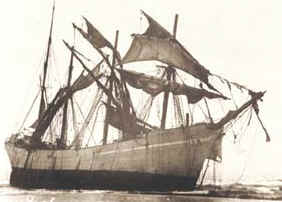
La Peter Iredale subito dopo il naufragio

Partita da Salina Cruz, Messico, il 26 settembre 1906, la Peter Iredale era diretta a Portland, Oregon con a bordo 1.000 tonnellate di zavorra e 27 uomini d'equipaggio, inclusi due clandestini.
Il viaggio fu irrilevante fino alla notte del 25 ottobre, quando il capitano H. Lawrence avvistò il faro Tillamook Rock Lighthouse alle 3:20 del mattino. L'equipaggio cambiò rotta prima ad est-nordest, quindi a nordest per imboccare la foce del fiume Columbia avvolti da una fitta nebbia.
A causa dei forti venti da ovest, diversi tentativi furono fatti per evitare che la nave si incagliasse sulla costa, ma senza risultato. I forti venti e il mare in tempesta portarono la nave definitivamente alla deriva. Una scialuppa di salvataggio fu inviata da Hammond per evacuare l'equipaggio, al quale furono garantiti i primi soccorsi alla base di Fort Stevens.
Un'inchiesta, presieduta al vice-consolato britannico, venne tenuta da un tribunale navale ad Astoria il 12 e 13 novembre 1906, allo scopo di determinare le cause del naufragio. L'inchiesta concluse che il capitano e il suo equipaggio non potevano essere ritenuti responsabili dell'incidente e gli ufficiali vennero elogiati per il loro tentativo di salvare la nave.
La nave, aveva subito danni relativamente contenuti e furono preparati dei piani per permetterle di riguadagnare il mare, ma dopo diverse settimane in attesa di condizioni oceaniche e meteorologiche favorevoli, il vascello si inclinò sulla destra e finì in parte risucchiato dalla sabbia.

Il messaggio finale che il capitano Lawrence pronunciò alla sua nave fu:
(H. Lawrence)

## Oggi

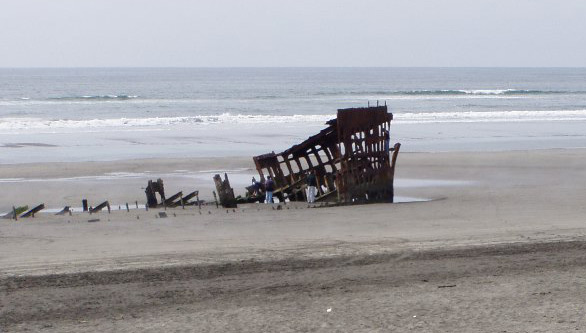
Il relitto della Peter Iredale nel maggio del 2005

Durante il periodo della Seconda guerra mondiale, il tratto di costa che ospita il relitto della Peter Iredale fu protagonista di un bombardamento da parte dei sottomarini nipponici. La nave non riportò però nessun danno. Il giorno seguente, la costa fu circondata da filo spinato per ostacolare l'invasione giapponese e il vascello fu intrecciato permettendogli di rimanere integro fino alla fine del conflitto.
Oggi, a oltre un secolo di distanza dal giorno del naufragio, il suo relitto rimane visibile emergere dalle sabbie ed è diventata un'attrazione turistica. Attualmente appartiene al Fort Steven State Park, facente parte del Lewis and Clark National and State Historical Parks dell'Oregon.